# Бета Геркулеса
Бета Геркулеса (лат. β Herculis), 27 Геркулеса (лат. 27 Herculis), HD 148856, Корнефорос — кратная звезда в созвездии Геркулеса на расстоянии приблизительно 230 световых лет (около 70,7 парсек) от Солнца. Возраст звезды определён как около 420 млн лет.

## Характеристики
Первый компонент (HD 148856A) — оранжево-жёлтый гигант спектрального класса G7IIIaFe-0,5, или G7III, или G8III, или K0. Видимая звёздная величина звезды — +2,762m. Масса — около 4,242 солнечной, радиус — около 25,409 солнечного, светимость — около 153,7 солнечной. Эффективная температура — около 5119 K.
Второй компонент — красный карлик спектрального класса M. Масса — около 139,75 юпитерианской (0,1334 солнечной). Удалён в среднем на 2,421 а.е..
Третий компонент (HD 156014B). Орбитальный период — около 411,04 суток (1,1254 года).
Четвёртый компонент (Gaia EDR3 1297566382410874496) — жёлто-белая звезда спектрального класса F. Видимая звёздная величина звезды — +10,1m. Радиус — около 1,26 солнечного, светимость — около 2,725 солнечной. Эффективная температура — около 6606 K. Удалён на 256,2 угловой секунды.
Пятый компонент (Gaia EDR3 1297566386706664704).

## Описание
Бета Геркулеса имеет несколько исторических названий:
- Корнефорос — от греческого Κορυνηφόρος что означает «носитель палицы». Так же это название применяется и ко всему созвездию Геркулеса[25].
- Рутиликус, Рутилик либо от латинского, золотисто-красная, блестящая[26], либо от искажённого латинского слова означающего подмышку[27].

Хотя Корнефорос — самая яркая звезда созвездия, она была обозначена Байером буквой бета, а альфа была отдана Рас Альгети, поскольку звезда находится в голове Геркулеса.
Корнефорос — жёлтый, относительно холодный (4 900 К) гигант спектрального класса G7, отстоящий от Земли на 148 световых лет и светящий с яркостью в 175 раз больше чем Солнце. Из этих данных можно вычислить, что радиус звезды почти 20 раз больше солнечного, масса около 3 солнечных. Сама звезда похожа на главный компонент Капеллы, только чуть теплее и на 60 процентов ярче.
Как гигант звезда развивается быстро, и теперь, вероятно, в центре звезды происходит термоядерная реакция с превращением гелия в углерод и кислород. Начав жизнь как горячая звезда главной последовательности спектрального класса B звезда она была похожа на Бету Весов. Сейчас звезда показывает, что будет с Зубен эль Шемали приблизительно через 200 млн лет. Для своего возраста звезда вполне обычна. Она весьма сильный источник рентгеновского излучения, которое указывает на магнитную активную звезды, а также имеет некоторую избыточность азота относительно углерода (впрочем, весьма обычную для таких звёзд).
Как и у многих других звёзд у Корнефороса есть компаньон, но он невидим и известен только благодаря спектроскопическим исследованиям, которые были проведены в 1899 В. В. Кемпбеллом (W. W. Campbell). В 2005 году, благодаря дополнительным вычислениям, были открыты орбитальные характеристики компаньона: период обращения оказался равен 410 дням, эксцентриситет — 0.55, наклонение — 53.8 ± 2,3°. О самом компаньоне почти ничто не известно, кроме того, что его масса порядка солнечной. Корнефорос не является достаточно большим, чтобы взорваться как сверхновая, и закончит свою жизнь как довольно массивный белый карлик.